# Cieśnina Harlemska

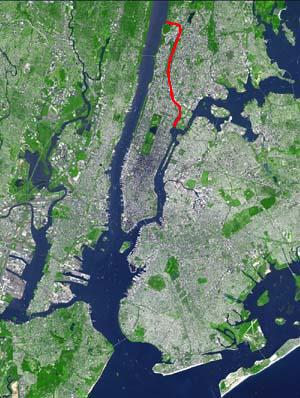
Cieśnina Harlemska (czerwony) między Bronksem i Manhattanem (Nowy Jork)

Cieśnina Harlemska (ang. Harlem River) – wąski pas wody łączący rzekę Hudson z cieśniną East River, który oddziela wyspę Manhattan od kontynentu Ameryki Północnej. Długość cieśniny wynosi 13 km.
Do połowy XX w. jeden z istotnych szlaków żeglugowych obsługujących miasto Nowy Jork i okolicę. Obecnie służy raczej jako trasa rekreacyjna. Ponad cieśniną jest przerzuconych kilka mostów drogowych, kolejowych, metra (subway) i jeden olbrzymi akwedukt, a pod nią wykopano szereg tunelów metra – łączących dzielnice Manhattan z Bronxem oraz miasto Nowy Jork z wnętrzem Stanów Zjednoczonych – oraz podziemne akwedukty zaopatrujące cały Nowy Jork w świeżą wodę spływająca z rezerwuarów połączonych z rzeką Croton, a także z gór Catskill.
Cieśninę skorygowano w 1895 r. poprzez wykopanie kanału odcinającego „półwysep” Marble Hill od wyspy Manhattan i następnie w 1914 r. zasypując właściwe koryto cieśniny obmywające dotychczas ten rejon od północy powodując scalenie go z kontynentem. Cieśnina znajduje się w całości w granicach administracyjnych miasta Nowy Jork w praktyce rozdzielając dwie dzielnice – Manhattan i Bronx.